# Nadleśnictwo Tuchola
Nadleśnictwo Tuchola – jednostka organizacyjna Lasów Państwowych podległa Regionalnej Dyrekcji Lasów Państwowych w Toruniu. Jedno z 27 nadleśnictw w dyrekcji toruńskiej, położone w województwie kujawsko-pomorskim w powiecie tucholskim w północno-zachodniej części obszaru działania RDLP Toruń. Siedzibą nadleśnictwa jest Gołąbek. Od roku 1994 wraz z sąsiednimi nadleśnictwami tworzy Leśny Kompleks Promocyjny Bory Tucholskie. Całkowita powierzchnia nadleśnictwa to 15067,81 ha.

## Położenie
Według regionalizacji przyrodniczo-leśnej, obszar Nadleśnictwa Tuchola leży w III Krainie Wielkopolsko-Pomorskiej w dzielnicach:
- - Borów Tucholskich
  - Pojezierza Krajeńskiego
  - Pojezierza Chełmińsko-Dobrzyńskiego

Według regionalizacji fizycznogeograficznej, obszar Nadleśnictwa Tuchola położony jest w mezoregionach:
- - Borów Tucholskich
  - Doliny Brdy
  - Wysoczyzny Świeckiej
  - Wysoczyzny Krajeńskiej

## Historia
Nadleśnictwo Tuchola zostało utworzone 1 stycznia 1973 roku poprzez połączenie trzech wcześniej istniejących nadleśnictw: Woziwoda, Świt i Zalesie, które od tego momentu utworzyły jego obręby leśne. 1 stycznia 1991 roku z powierzchni Nadleśnictwa Tuchola został wyłączony obręb Woziwoda stając się samodzielnym nadleśnictwem.

## Charakterystyka
Obszar Nadleśnictwa Tuchola charakteryzuje się wysoką lesistością dochodzącą do 45%. Dominującym typem siedliskowym lasu na jego terenie są siedliska borowe (85%), przede wszystkim bór świeży i bór mieszany świeży. Dominującem gatunkiem jest sosna pospolita występująca na 95,2% powierzchni leśnej nadleśnictwa. Pozostałe gatunki drzewostanu to, m.in.: dąb szypułkowy i bezszypułkowy, brzoza brodawkowata, olsza czarna a także modrzew europejski, świerk pospolity, buk, jesion, grab, olsza szara, osika i lipa. Występujące na tym obszarze gatunki objęte ochroną to jarząb brekinia, cis pospolity.
Średni wiek drzewostanu wynosi 64 lata.

## Podział administracyjny
Nadleśnictwo Tuchola podzielone jest na dwa obręby leśne:
- obręb Świt,
- obręb Zalesie,

które z kolei składają się z 13 leśnictw:
- Jeziorno,
- Kiełpiński Most,
- Plaskosz,
- Rudzki Most,
- Skrajna,
- Szczuczanek,
- Świt,
- Wrzosowisko,
- Wymysłowo,
- Wypalanki,
- Żalno,
- Żółwiniec,
- Żółwiniec-Szkółka.

## Ochrona przyrody
Większość obszaru leśnego należąca do Nadleśnictwa Tuchola podlega ustawowym formom ochrony przyrody. W jego granicach utworzone zostały:
- dwa parki krajobrazowe:
  - Tucholski Park Krajobrazowy,
  - Krajeński Park Krajobrazowy,
- trzy rezerwaty przyrody:
  - Dolina Rzeki Brdy,
  - Bagna nad Stążką,
  - Źródła Rzeki Stążki.

Wschodnia część Nadleśnictwa Tuchola leży w granicach Śliwickiego Obszaru Chronionego Krajobrazu. Część powierzchni objęta jest także programem Natura 2000. Wyznaczone zostały dwa takie obszary: PLB 220009 – Bory Tucholskie oraz PLH 040023 – Dolina Brdy i Stążki w Borach Tucholskich.
Na terenie nadleśnictwa uznano 125 użytków ekologicznych oraz 64 pomników przyrody.

W roku 2010 obszar nadleśnictwa stał się częścią nowego rezerwatu biosfery Bory Tucholskie, utworzonego w ramach programu UNESCO "Człowiek i biosfera".